# Alfred Wloka
Alfred Wloka (ur. 26 stycznia 1941 w Bielszowicach, zm. 27 kwietnia 2021 w Katowicach) – polski duchowny rzymskokatolicki, prałat, dziekan, wieloletni proboszcz Parafii pw WNMP w Radlinie-Biertułtowach, kanonik Kapituły Metropolitalnej, wykładowca akademicki, członek Diecezjalnej Rady Duszpasterskiej, Rady ds. Ekonomicznych Archidiecezji Katowickiej, przewodniczący Rady Nadzorczej Księgarni św. Jacka w Katowicach, współzałożyciel i pełnomocnik Fundacji Ośrodka Dzieci Niepełnosprawnych w Wodzisławiu Śląskim, sekretarz i kapelan biskupa Herberta Bednorza, dziekan dekanatu mikołowskiego i wodzisławskiego  współpracownik redakcji „Gościa Niedzielnego”, uczestnik I Synodu Diecezji Katowickiej.
Absolwent Wyższego Śląskiego Seminarium Duchownego w Krakowie.

## Życiorys
Pochodził z górniczej rodziny z Bielszowic (obecnie dzielnica Rudy Śląskiej). Był ministrantem w kościele pw. św. Marii Magdaleny w Bielszowicach,  a od 1957 r. należał do stowarzyszenia Milicji Niepokalanej. W trakcie studiów powołany do odbycia służby wojskowej, którą odbył jako saper - miner w Ciechanowie, Kazuniu i Warszawie. Brał m.in. udział w rozminowywaniu i odgruzowywaniu Warszawy. Święcenia diakonatu przyjął 12 marca 1964 w Krakowie, a  święcenia kapłańskie (prezbiteriatu) z rąk bpa Herberta Bednorza 4 czerwca 1967 w katedrze w Katowicach. Pełnił posługę kapłańską m.in. w parafii pw. św. Marii Magdaleny w Radlinie oraz pw. św. Marii Magdaleny w Bielszowicach. Jako wikariusz pracował w parafii Matki Bożej Częstochowskiej w Wodzisławiu Śląskim – Wilchwach (1967–1970). W 1970 r. biskup Herbert Bednorz mianował go swoim kapelanem i osobistym sekretarzem. Posługę tę pełnił przez 5 lat. W tym okresie pełnił również z jego nadania funkcję notariusza Kurii Diecezjalnej. Ponadto od 1974 r. pracował w redakcji „Gościa Niedzielnego” jako konsultant odpowiedzialny za redagowanie kroniki wydarzeń diecezjalnych. Brał udział w sesjach I Synodu Diecezji Katowickiej oraz odpowiadał za sprawy porządkowe na sesjach plenarnych. Od 1975 do 1978 był rektorem z tytułem proboszcza parafii pw. Podwyższenia Krzyża Świętego w Gostyni Śląskiej. Przez krótki czas pełnił obowiązki dziekana dekanatu mikołowskiego. W 1975 r. ukończył studia na Akademii Teologii Katolickiej w Warszawie, uzyskując tytuł magistra na podstawie pracy dyplomowej „Duszpasterski charakter wizytacji kanonicznych”. 5 sierpnia 1978 mianowany wikariuszem ekonomem parafii pw. WNMP w Radlinie -  Biertułtowach, a 10 października 1978 jej proboszczem.
W latach 1983–1997 był dziekanem dekanatu wodzisławskiego, członkiem Diecezjalnej Rady Duszpasterskiej, a później Rady ds. Ekonomicznych Archidiecezji Katowickiej, przewodniczył Radzie Nadzorczej Księgarni św. Jacka w Katowicach. Był współzałożycielem i pełnomocnikiem Fundacji Ośrodka Dzieci Niepełnosprawnych w Wodzisławiu Śląskim oraz wykładowcą dogmatyki w Studium Katechetycznym. W 1986 mianowany kanonikiem Kapituły Metropolitalnej. W latach 2003–2018 pełnił funkcję prepozyta Kapituły Katedralnej Katowickiej. W 2003 r. otrzymał od Jana Pawła II nominację na kapelana Jego Świątobliwości. 27 stycznia 2021 otrzymał z rąk Rzecznika Praw Dziecka medal „Infantis Dignitatis Defensori” („Obrońca godności dziecka”).
Został pochowany na cmentarzu w Radlinie-Biertułtowach.